# Eugrapheus
Eugrapheus is een kevergeslacht uit de familie van de boktorren (Cerambycidae). De wetenschappelijke naam van het geslacht werd voor het eerst geldig gepubliceerd in 1896 door Fairmaire.

## Soorten
Eugrapheus omvat de volgende soorten:
- Eugrapheus curtescapus Breuning, 1971
- Eugrapheus lineellus Fairmaire, 1896
- Eugrapheus longehamatus Fairmaire, 1897
- Eugrapheus perroti Breuning, 1957
- Eugrapheus spinipennis Breuning, 1971
- Eugrapheus vitticollis Breuning, 1957